# Adonisea cora
Adonisea cora är en fjärilsart som beskrevs av Eduard Friedrich Eversmann 1837. Adonisea cora ingår i släktet Adonisea och familjen nattflyn. Inga underarter finns listade i Catalogue of Life.